# Enquête au paradis
Pour plus de détails, voir Fiche technique et Distribution.
Enquête au paradis est un documentaire français réalisé par Merzak Allouache, sorti en 2017.

## Synopsis
Une jeune journaliste, Nedjma, interroge des Algériens sur la représentation du paradis dans l'Islam.
Le film mêle le documentaire avec le road movie fictionnel de deux journalistes.

## Fiche technique
- Titre : Enquête au paradis
- Réalisation : Merzak Allouache
- Scénario : Bahia Allouache et Merzak Allouache
- Photographie : Hocine Hadjali
- Production : Bahia Allouache et Merzak Allouache
- Société de production : Baya Films et Les Asphofilms
- Société de distribution : Zootrope Films (France)
- Pays :  France
- Genre : documentaire
- Durée : 135 minutes
- Dates de sortie : 
  -  Pologne : 16 mai 2017 (Docs Against Gravity Film Festival)
  -  France : 17 janvier 2018

## Distribution
- Salima Abada
- Mohamed Seghir Bendaoud
- Amine Kabbes

## Accueil
Marie Cailletet pour Télérama évoque un film « sobre, d'une redoutable efficacité et non dénué d'humour ». Jacques Mandelbaum pour Le Monde parle d'un « documentaire pétri de vitalité ».